# Beziehungen zwischen Kuba und den Vereinigten Staaten
Die Beziehungen zwischen Kuba und den Vereinigten Staaten sind von starken Spannungen geprägt. Diese Spannungen manifestieren sich insbesondere in einer misslungenen Invasion 1961 und im Handelsembargo, welches die USA 1962 während des Kalten Krieges gegen Kuba verhängten und das bis heute fortbesteht.

Gekreuzte Flaggen der USA und Kubas als Zeichen der exilkubanischen Gruppe Unidad Revolucionaria, 1960er-Jahre

## Geschichte der Beziehungen zwischen den USA und Kuba

### Beginn der Handelsbeziehungen
Nach der Einnahme und Besetzung Havannas durch die Briten im Jahre 1762 und der Aufhebung des spanischen Handelsmonopols wurde der freie Handel in Kuba etabliert. Erste Wirtschaftsbeziehungen zu den nordamerikanischen Kolonien wurden aufgebaut. Obwohl die spanische Krone Kuba 1763 im Frieden von Paris im Austausch gegen Florida zurückbekam, wurde das Handelsmonopol nicht wieder eingeführt. Nach und nach schwang sich Kuba zum führenden Zuckerlieferanten auf dem Weltmarkt auf und durch die Unabhängigkeit der Vereinigten Staaten von Amerika wurde ein neuer Absatzmarkt erschlossen.

### Monroe-Doktrin und Erster Unabhängigkeitskrieg 1868–1878
1823 meldeten die Amerikaner ihr Interesse an der Insel an und stellten „Die Theorie von der reifen Frucht“ auf, welche besagt, dass man diese verlockende, reife Frucht Kuba nicht auf dem Boden liegen lassen könne. Die Monroe-Doktrin, unter der Maxime „Amerika den Amerikanern“ aufgestellt, lieferte die gesetzliche und moralische Rechtfertigung für den Expansionsdrang des jungen Amerika. Einige kubanische Großgrundbesitzer und Sklavenhalter begrüßten die Idee des Anschlusses Kubas an die USA, bei der Mehrheit der kubanischen Bevölkerung wuchs jedoch der Wunsch nach Unabhängigkeit. Dies führte 1868 zum Ersten Unabhängigkeitskrieg der Sklaven gegen die spanischen Kolonialherren, welcher 1878 mit dem Frieden von Zanjón und dem Sieg der Spanier über die Aufständischen endete. Nachdem Spanien den Aufstand mühsam niedergerungen hatte und sich hauptsächlich um den Machterhalt kümmern musste, wurden viele Beschränkungen wie Steuern und Zölle gesenkt oder aufgehoben, der Handel ausgeweitet und der Markt weiter liberalisiert. Dies führte zu einer weiteren Öffnung gegenüber dem nordamerikanischen Markt und die Handelsbeziehungen zwischen den USA und Kuba wurden intensiver.

### Zweiter Unabhängigkeitskrieg 1895–1898

Angriff auf den Signalturm Colón während des kubanischen Krieges gegen Spanien 1868–1878

Der starke Wille zur Unabhängigkeit und der persönliche Einsatz von José Martí, der heute als kubanischer Volksheld gilt, führten schließlich zum Zweiten Unabhängigkeitskrieg. Obwohl Spanien seine militärische Macht auf Kuba konzentrierte, verlor es nach und nach immer mehr Land an die Aufständischen und bot ihnen schließlich einen Autonomiestatus an. Dieses Friedensangebot lehnten die Rebellen jedoch ab und kämpften weiter.
Nun sahen die USA den richtigen Zeitpunkt gekommen, sich das wirtschaftlich interessante Land zu sichern, und traten am 20. April 1898 ebenfalls in den Krieg gegen Spanien ein. Dies wurde durch die Explosion des Kriegsschiffes Maine im Hafen von Havanna ermöglicht, welche propagandistisch geschickt ausgenutzt wurde: „Remember the Maine, to hell with Spain!“ Die durch den zermürbenden Krieg mit den kubanischen Unabhängigkeitskämpfern geschwächte spanische Armee hatte der militärischen Übermacht der Amerikaner nicht mehr viel entgegenzusetzen. Etwa ein halbes Jahr später wurde Spanien in der entscheidenden Schlacht am San-Juan-Hügel bei Santiago de Cuba endgültig geschlagen. Damit bekamen die USA im Frieden von Paris am 10. Dezember 1898 neben Puerto Rico, Guam und den Philippinen endlich das zugeschlagen, was sie schon ein halbes Jahrhundert zuvor durch ein Kaufangebot an die Spanier zu erlangen versucht hatten: Kuba, die „Perle der Karibik“.

### Erneute Abhängigkeit unter den Vereinigten Staaten
Kaum waren die Spanier auf Kuba besiegt, wurde den Kubanern klar, dass die Unabhängigkeit noch lange nicht erreicht war. Den Rebellen wurde der Zugang zur Stadt Santiago de Cuba verwehrt und die amerikanische Flagge wurde anstelle der kubanischen gehisst. Im Dezember 1898 wurde Kuba durch den Pariser Vertrag unter die amerikanische Vormundschaft gestellt und okkupiert. Das Platt Amendment sicherte Kuba zwar formal die Unabhängigkeit zu, der Vertrag gab den Amerikanern jedoch das Recht, die Landwirtschaft, den Bergbau und die Zuckerproduktion Kubas zu kontrollieren und zu verwalten. Außerdem wurden die Rebellen entwaffnet und die revolutionäre Kubanische Partei aufgelöst.

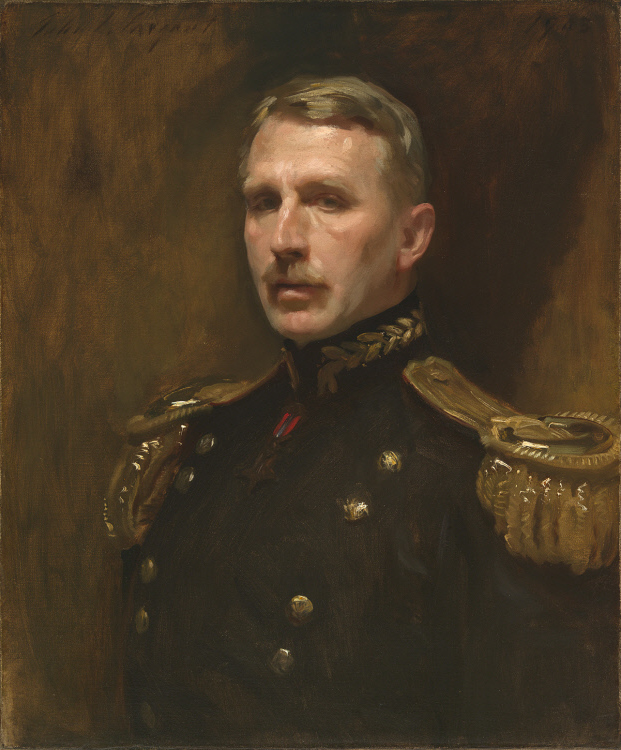
Leonard Wood im Jahre 1903

Unter der Führung des Militärgouverneurs Leonard Wood wurde eine Verfassung für Kuba erarbeitet und 1901 umgesetzt. Teil der Verfassung war das Platt Amendment, welches den USA das Recht gab, jederzeit militärisch zu intervenieren, um die Unabhängigkeit Kubas zu sichern:

“III. That the government of Cuba consents that the United States may exercise the right to intervene for the preservation of Cuban independence, the maintenance of a government adequate for the protection of life, property, and individual liberty, and for discharging the obligations with respect to Cuba imposed by the treaty of Paris on the United States, now to be assumed and undertaken by the government of Cuba.”

Nachdem diese Bedingungen – wenn auch unter Protest – akzeptiert wurden, zog das amerikanische Militär seine Truppen ab und entließ Kuba in die formelle Unabhängigkeit. Allerdings gab Artikel VII. des Platt Amendments den USA das Recht, Land auf kubanischem Staatsgebiet zu kaufen oder zu mieten:

“VII. That to enable the United States to maintain the independence of Cuba, and to protect the people thereof, as well as for its own defense, the government of Cuba will sell or lease to the United States lands necessary for coaling or naval stations at certain specified points to be agreed upon with the President of the United States.”

Auch der US-Flottenstützpunkt Guantánamo wurde zu dieser Zeit erbaut und ein Vertrag sicherte den Amerikanern das Recht zu, diesen 99 Jahre lang militärisch zu nutzen. Diese Frist wurde 1934 auf unbestimmte Zeit verlängert, sie wird jedoch seit der Machtergreifung Fidel Castros nicht mehr anerkannt. Es war deutlich, dass die kubanische Republik zwar formell unabhängig wurde, faktisch jedoch eine „abhängige oder neokoloniale Republik“ darstellte und von den USA abhängig war.

### Erste und Zweite Republik (1902–1958)

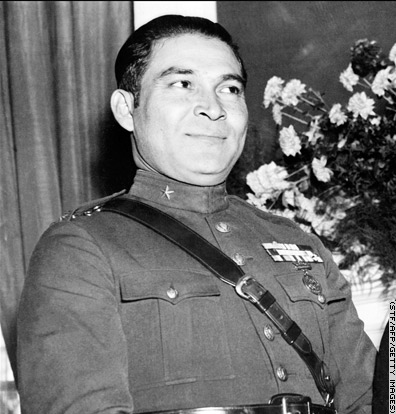
Fulgencio Batista 1952

1902 wurde in Kuba die erste Republik mit Präsident Tomás Estrada Palma an der Spitze ausgerufen.
Nachdem es in der Folge der Wahl zu Palmas Nachfolger 1906 zu bewaffneten Aufständen kam, übten die USA ihr Recht zur Intervention aus und besetzten Kuba erneut für drei Jahre. 1908 endete die Okkupation mit der Wahl von José Miguel Gómez zum 2. Präsidenten Kubas. Als 3. President wurde Mario García Menocal gewählt, vormals jüngster General des kubanischen Unabhängigkeitskrieges gegen die spanische Kolonialherrschaft, und Besitzer einer der größten Zuckermühlen in Oriente. Die Einführung der Revenue Act of 1913 der Vereinigten Staaten von Amerika schädigten derart das florierende Geschäft mit Tabak und Zucker, dass er dem Gesuch des Präsidenten der Vereinigung Tabakfabrikanten Theodore Garbade folgte, mit den Amerikanern hierfür eine Einigung zu finden. Unter seiner Regierung trat Kuba auf Seiten der Vereinigten Staaten 1917 in den Ersten Weltkrieg ein.
In der Nachkriegszeit kam es durch Zuckerexporte nach Europa zu einem Boom der kubanischen Wirtschaft. Dies führte jedoch zu einer Monokultur im Agrarbereich und bedingte, neben politischem Missmanagement und Einflussnahme durch die USA, die dramatischen Auswirkungen der Weltwirtschaftskrise von 1929 auf die kubanische Ökonomie. Infolge der Unzufriedenheit des kubanischen Volkes mit der wirtschaftlichen Situation entstand die kommunistische Partei Kubas (PCC).
Während der folgenden Jahre gewann der von den USA unterstützte Fulgencio Batista an Einfluss. Mit seiner Hilfe kam Federico Laredo Brú an die Macht, welcher neben anderen Reformen das Platt Amendment abschaffte. Dies geschah einvernehmlich mit den USA während der Good Neighbor Policy unter Präsident Franklin D. Roosevelt. Von 1940 bis 1944 war Batista selbst Präsident und putschte sich 1952 erneut an die Macht. Im Dezember 1941 trat Kuba an der Seite der USA in den Zweiten Weltkrieg ein, auch wenn sich das tatsächliche militärische Engagement Kubas in Grenzen hielt. Kuba konnte erneut wirtschaftlich profitieren und erhielt finanzielle Hilfen für soziale und landwirtschaftliche Programme. So stimmte der US-Kongress beispielsweise 1948 dem Zuckergesetz zu, das für Importe aus Kuba einen Anteil von über 98 % der Zuckerversorgung des Landes vorsah. Das Gesetz wurde 1952 und 1956 um jeweils vier weitere Jahre verlängert.
Batistas systematische Unterdrückung der Opposition bereitete den Boden für die kubanische Revolution, deren Anhänger ab 1956 mit einer koordinierten Kombination aus städtischen Sabotageakten und ländlichem Guerillakrieg zum Erfolg kamen. Wegen des Bürgerkrieges zwischen Batistas Regierungstruppen und den Revolutionären verhängten die USA im März 1958 ein Waffen-Embargo. Im Verlauf der kubanischen Revolution entzogen die USA Batista also das Vertrauen. Angesichts des militärischen und politischen Kollapses seines Regimes trat er am frühen Morgen des 1. Januar 1959 vom Präsidentenamt zurück und floh gemeinsam mit zahlreichen Vertrauten ins Exil. Die Revolutionäre, deren charismatischster und populärster Anführer Fidel Castro war, übernahmen die Kontrolle im Land und kurz darauf die Regierung. Aus Castros zahlreichen öffentlichen Äußerungen war bis dahin keinerlei US-feindliche Haltung hervorgegangen. Ein historischer Brief, den er im Juni 1958 aus der Sierra Maestra an seine Vertraute Celia Sánchez geschrieben hatte, wurde allerdings erst viel später öffentlich. Auf US-produzierte Raketen Bezug nehmend, die Batistas Truppen auf Bauernhäuser abgeworfen hatten, schrieb Castro:

„Als ich die Raketen gesehen habe, die das Haus von Mario zerstört haben, habe ich mir geschworen, dass die Nordamerikaner teuer für das bezahlen werden, was sie hier anrichten. Wenn dieser Krieg vorüber ist, beginnt für mich ein neuer Krieg, der länger und heftiger sein wird: der Krieg, den ich gegen sie führen werde. Ich weiß jetzt, dass dies meine wahre Bestimmung ist.“

### Kuba unter Fidel Castro im Kalten Krieg (1959–1989)

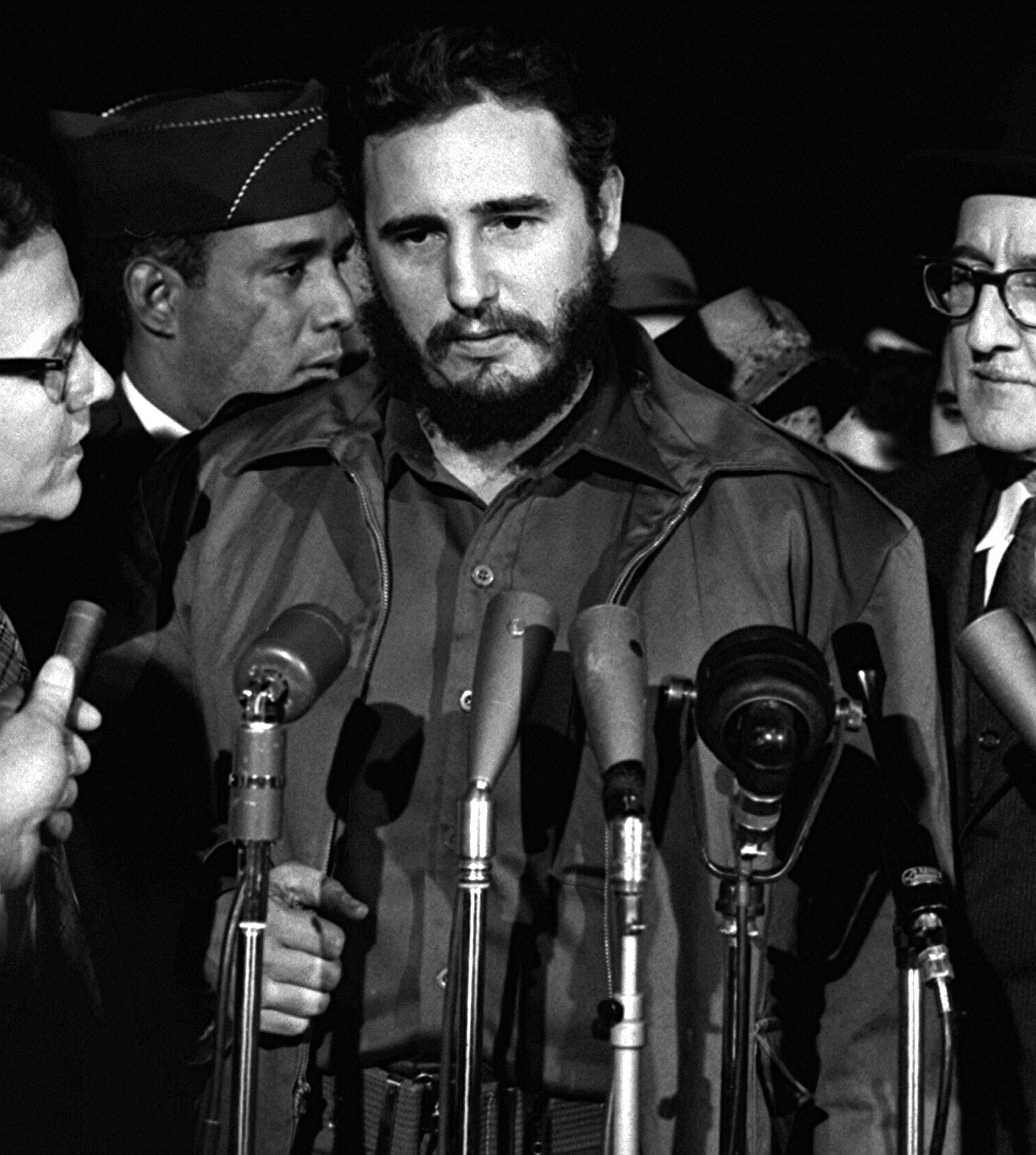
Fidel Castro im Jahr 1959

Zunächst sah es so aus, als würden sich die neue Regierung und die USA miteinander arrangieren. Zwar befürchteten die USA einen Angriff auf das Eigentum amerikanischer Unternehmen und Bürger in Kuba. Jedoch waren die wirtschaftlichen Beziehungen immer noch eng, und bisherige Erfahrungen hatten gezeigt, dass verbalradikale Revolutionäre ihre Positionen deutlich mäßigen, wenn sie Regierungschefs geworden sind, oder die Politik ihrer Vorgänger im Wesentlichen fortsetzen. Der „Spiegel“ schrieb im Januar 1959, dass Castro bereits „eingesehen habe“, dass „sein Regime auf die Dauer nicht ohne das Wohlwollen der Amerikaner gedeihen kann“. Und die in den USA einflussreiche, des Kommunismus sicherlich völlig unverdächtige „New York Times“ lobte Castro als „Freiheits-Helden“ und schrieb „Kuba wird in den kommenden Monaten unsere Hilfe sehr brauchen. Sie sollte mit Großzügigkeit und Verständnis gewährt werden.“ Während seines offiziellen USA-Besuches als neuer Regierungschef im April 1959 stellte Castro gegenüber der Presse jedoch klar, nicht wegen Geldes gekommen zu sein. Seinen Delegationsmitgliedern hatte er sogar ausdrücklich untersagt, auf Gesprächsangebote zu möglicher wirtschaftlicher Unterstützung einzugehen.
Die Eskalation begann in kleinen Schritten. Zunächst setzte Castro ein wichtiges Versprechen der Revolution an die Arbeiter in die Praxis um: die Enteignung der Zuckerindustrie und die Aufteilung der großen Plantagen in Abschnitte von 25 Hektar. Die ebenfalls seit 1953 von Castro versprochene Wiedereinsetzung der Verfassung von 1940 wurde jedoch nicht umgesetzt. In ihr war bereits die Abschaffung des Großgrundbesitzes vorgesehen gewesen, die Enteignungen sollten aber (laut Artikel 24) durch angemessene und vorherige Barzahlung kompensiert werden, was Castro ablehnte. Weil davon auch US-amerikanische Unternehmen betroffen waren, reagierten die USA mit einer Sperrung der Öllieferungen nach Kuba. Im März arbeitete eine Arbeitsgruppe aus Mitarbeitern des State Departement, des Pentagon, des Weißen Hauses und der CIA (das so genannte „Komitee 5412“) Pläne aus, das Castro-Regime zu beseitigen. Kurz darauf gab Präsident Dwight D. Eisenhower seine Zustimmung. Um weiter mit Öl versorgt zu werden, nahm Kuba im Februar 1960 mit der Sowjetunion erstmals Handelsbeziehungen auf. US-amerikanische Ölgesellschaften auf Kuba weigerten sich, sowjetisches Öl zu verarbeiten. Erst daraufhin wurden auch die US-amerikanischen Ölunternehmen enteignet. Dies wurde im Juli 1960 von den USA mit einer Import-Blockade für kubanischen Zucker beantwortet. Im August 1960 kam es daraufhin zur Verstaatlichung des gesamten Unternehmenseigentums der USA auf Kuba. Darauf reagierten die USA mit einem Export-Embargo im Oktober 1960. Kuba gelang es daraufhin, durch die Aufnahme von Handelsbeziehungen zur Sowjetunion das Ausmaß der durch das Handelsembargo beabsichtigten Schädigung seiner Wirtschaft abzumildern. Am 3. Januar 1961 forderte Castro die US-Regierung auf, das Personal ihrer Botschaft in Havanna auf neun Personen zu reduzieren, worauf Washington einen Tag später mit dem Abbruch der diplomatischen Beziehungen reagierte.
Die USA befürchteten jetzt, dass das „Virus des Kommunismus“ auch auf andere lateinamerikanische Länder übergreifen könne. Der Konflikt gipfelte im Versuch des frisch gewählten US-Präsidenten John F. Kennedy, im April 1961 mittels einer Invasion durch Exil-Kubaner in der Schweinebucht Fidel Castro zu stürzen.
Dieses Vorhaben misslang jedoch und zerrüttete das Verhältnis zwischen den beiden Staaten endgültig. Castro erfuhr nach der Invasion einen weiteren Zuwachs an Unterstützung durch das kubanische Volk. Außerdem wurde die Bindung zur Sowjetunion noch enger und die kubanische Wirtschaft profitierte von der intensivierten Partnerschaft. Damit war Kuba zum ersten realsozialistischen Staat der westlichen Hemisphäre geworden. Am 7. Februar 1962 verhängte die Regierung der USA ein totales Handelsembargo gegen Kuba, welches zu starken Versorgungsengpässen auf Kuba führte. Unter dem Decknamen Operation Mongoose organisierte die CIA bis 1965 zahlreiche weitere Mordanschläge auf Fidel Castro und andere führende kubanische Politiker, um auf diesem Weg einen Wechsel des Regimes herbeizuführen.
Im Herbst des Jahres 1962 begann das sowjetische Militär als Antwort auf die Bedrohung durch Atomraketen der USA, die zuvor in den NATO-Staaten Italien und Türkei stationiert worden waren, Nuklearraketen auf Kuba zu stationieren. Dies veranlasste die amerikanische Regierung zu sofortigem Handeln, da für sie diese unmittelbare Bedrohung des Landes nicht hinnehmbar war. Nachdem Verhandlungen mit der sowjetischen Führung zunächst erfolglos waren, verhängten die USA eine Seeblockade gegen Kuba. Diese Blockade zwang die Kontrahenten erneut an den Verhandlungstisch und führte schließlich zu einem Abzug der Atomwaffen.
Kuba hatte während dieser Verhandlungen kein Mitspracherecht, was zu einer Verstimmung seitens der Castro-Regierung führte und die kubanisch-sowjetischen Beziehungen eintrübte.
In den folgenden Jahren stellte sich heraus, dass das Handelsembargo der USA der kubanischen Wirtschaft deutliche Probleme bereitet. Infolge der Niederschlagung der Liberalisierungs- und Demokratisierungsbewegung in der Tschechoslowakei während des Prager Frühlings 1968 solidarisierte sich die kubanische Führung mit der Sowjetunion, um die Beziehungen zwischen den Staaten zu festigen. In den folgenden Jahren war das Verhältnis zwischen den USA und Kuba weiterhin schlecht, gegenseitige Vorwürfe der Verschwörung und Menschenrechtsverletzungen, sowie populistische und einseitige Berichterstattung der Medien auf beiden Seiten prägten die Beziehungen.
Das U.S. Senate Select Intelligence Committee berichtete, dass Geheimdienstler zwischen 1960 und 1965 acht Anschläge auf Fidel Castro vorbereiteten, die ihn töten sollten; der Bericht erwähnt auch weitere Pläne gegen andere kubanische Führer.
Wegen der Unterstützung linksgerichteter Widerstandsbewegungen in Lateinamerika und Afrika sowie europäischer Terrororganisationen wie die spanische ETA wurde Kuba von der Regierung von Ronald Reagan 1982 auf die Liste Terrorismus unterstützender Staaten gesetzt.

### Ende des Kalten Krieges (ab 1990)
Mit dem Ende des Kalten Krieges änderte sich die Bedeutung Kubas für die USA auf politischer Ebene fundamental. Die militärische Bedrohung, die während des Kalten Krieges durch die Beziehung Kubas zur Sowjetunion bestand, verschwand vollständig. Die Feindschaft der beiden Staaten basiert nun in erster Linie auf wirtschaftlichen Interessen und ideologischen Differenzen. Doch anstatt einer Entspannung der Beziehungen, beispielsweise durch eine Aufhebung des US-Embargos oder eine zumindest teilweise Öffnung der kubanischen Wirtschaft für den internationalen Handel, verhärteten sich die Fronten eher.
Kuba verlor mit der Sowjetunion den wichtigsten wirtschaftlichen und ideologischen Partner. Dies führte zu einer schweren wirtschaftlichen Krise und wachsendem Unmut unter der Bevölkerung. Die kubanische Wirtschaft schrumpfte zwischen 1989 und 1992 um etwa 50 %. Diese so genannte „Sonderperiode“ war geprägt von Versorgungsproblemen, Stromausfällen und Fabrikschließungen. Ein weiteres Problem war der Mangel an Fremdwährungen, um Importe zu bezahlen und den Schuldendienst zu leisten. Zur Verbesserung der Situation wurde 1993 der US-Dollar legalisiert, dessen Besitz vorher unter Strafe verboten war. Dies, und der aufkommende Tourismus, welcher bald zum wichtigsten Devisenbringer der Insel wurde, entspannte die Lage spürbar. 1995 wurden die Gesetze zu Investitionen ausländischer Wirtschaftsunternehmen liberalisiert. Infolgedessen kam es zu einem Investitionsschub, welcher die wirtschaftliche Lage weiter entspannte.

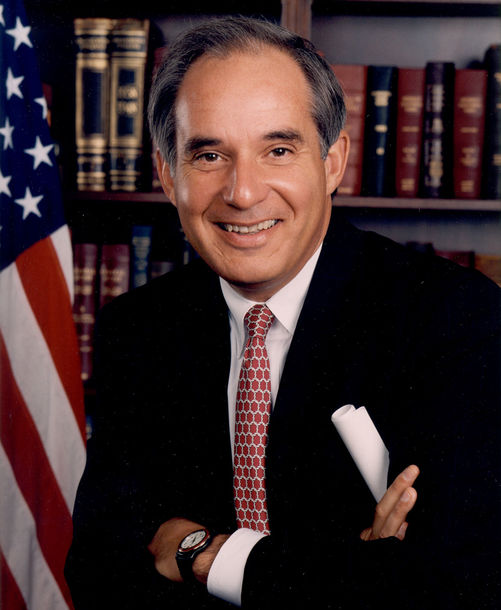
Robert G. Torricelli, Initiator des nach ihm benannten Torricelli Acts

Von US-amerikanischer Seite kam es 1992 zu einer Verschärfung des Embargos. Trotz vorheriger Entspannung des Verhältnisses zwischen den Staaten wurde im Zuge des Präsidentschaftswahlkampfes zwischen George Bush und Bill Clinton überraschend der Torricelli Act, auch Cuban Democracy Act genannt, in Kraft gesetzt. Dieser verbietet u. a. ausländischen US-Tochterunternehmen den Handel mit Kuba und berechtigt den US-Präsidenten, Hilfsmittel für Staaten zu streichen, welche mit der kubanischen Regierung kooperieren.
Diese Verschärfung des Embargos ist vor dem Hintergrund der wichtigen Rolle Floridas für die Wahlentscheidung bei den Präsidentschaftswahlen in den USA zu sehen. Florida fällt als klassischem Swing State und mit seinen 25 Wahlmännerstimmen eine oftmals wahlentscheidende Funktion zu. Präsidentschaftskandidat Clinton war eigentlich Gegner des Embargos. Vertrauten sagte er später: “Anybody with half a brain could see the embargo was counterproductive.” (deutsch: „Jeder mit nur einem halben Hirn könne sehen, dass das Embargo kontraproduktiv war.“) Jedoch warb er um die Wählerstimmen der kubanischen Exilgemeinde, um damit den Staat Florida zu gewinnen. Robert Torricelli war sein damaliger Wahlkampfberater für Lateinamerika. Präsident Bush war zunächst gegen dieses Gesetz, unterschrieb es dann aber doch, um Clinton keinen Vorteil im Wahlkampf zu gewähren. Clinton gewann zwar die Wahlempfehlung vom Präsidenten der Cuban American National Foundation (CANF) Jorge Mas Canosa und 22 % der Stimmen der Exilkubaner-Community, bis dahin eines der höchsten Werte für einen demokratischen Kandidaten, dies reichte jedoch nicht, um den gesamten Staat Florida zu gewinnen.
Da die ins Exil geflüchteten Kubaner der Castro-Regierung in der überwiegenden Mehrheit kritisch gegenüberstehen, und ihnen als relativ große Bevölkerungsgruppe in Florida ein gewisses Stimmgewicht zukommt, versuchte George H. W. Bush 1992 mit seiner harten Linie gegen Kuba diese Stimmen für sich zu gewinnen. Letztendlich konnte er zwar den Staat Florida für sich gewinnen, dies änderte jedoch nichts an seiner Niederlage im Gesamtergebnis. Der neue Präsident Clinton unternahm nun Versuche, das Verhältnis mit Kuba zu entspannen und bewilligte ein Immigrationsabkommen. Außerdem wurden Kontakte zwischen amerikanischen und kubanischen Organisationen vereinfacht. Jedoch rächte sich auch die Anbiederung an die CANF im Wahlkampf: so konnte Clinton nicht seinen Wunschkandidaten für den Posten des Assistenten im Außenministerium für Interamerikanische Beziehungen durchsetzen. Für diesen Posten hatte er zunächst den schwarzen Kubanoamerikaner Mario Baeza vorgesehen, einem Anwalt aus New Jersey. Dieser gehörte jedoch nicht zu der „Miami-Mafia“, wie Fidel Castro die Exilkubaner zu nennen pflegte. Auch kam ein Schwarzer in der mehrheitlich weißen Elite der Exilkubaner nicht gut an. Nachdem Baezas Name an die Presse durchsickerte, fuhr die CANF eine Kampagne gegen ihn und sein Name wurde von der Kandidatenliste gestrichen.
1996 durchlief der Helms-Burton Act den Kongress, worauf Clinton aufgrund der Befürchtung scharfer Reaktionen der Europäer und Kanadier sein Veto androhte. Nachdem die kubanische Luftwaffe jedoch zwei amerikanische Flugzeuge der Castro-kritischen Organisation Brothers to the Rescue abgeschossen hatte, bewilligten Kongress und Präsident das Gesetz. Aufgrund darauf folgender internationaler Proteste wurde ein Teil des Helms-Burton Act entschärft. Des Weiteren bewegte sich die Clinton-Regierung erneut auf Kuba zu und erlaubte teilweise Direktflüge nach Kuba, einen Postdienst sowie Nahrungsmittel- und Medikamentlieferungen.
Nach dem Einzug George W. Bushs in das weiße Haus verhärteten sich die Fronten wieder. So konnte beispielsweise ein noch unter Clinton abgeschlossenes Geschäft über Getreide im Wert von 73 Mio. Dollar nicht abgewickelt werden, da den kubanischen Offiziellen die Einreise zum Zweck des Vertragsabschlusses nicht genehmigt wurde. Websites, die bei US-amerikanischen Domainregistrars registriert sind und Kuba zum Thema haben, sind von der Schließung bedroht, auch wenn sie geschäftlich gar nicht in den USA tätig sind. Hiervon sind hauptsächlich .com-Domains betroffen.
Seit 1999 halten die kubanischen Streitkräfte und die US-Armee an der stark gesicherten Grenze zur Guantanamo-Marinebasis regelmäßig gemeinsame Katastrophenübungen ab. Jedoch wurde diese Tatsache bis zum Juli 2009 geheim gehalten. Offiziell ginge es dabei um die Koordinierung von Notfall-Operationen, jedoch stehe gleichzeitig die Entwicklung der Beziehungen zur kubanischen Armee im Mittelpunkt, so ein hoher US-General.

### Präsidentschaft von Barack Obama

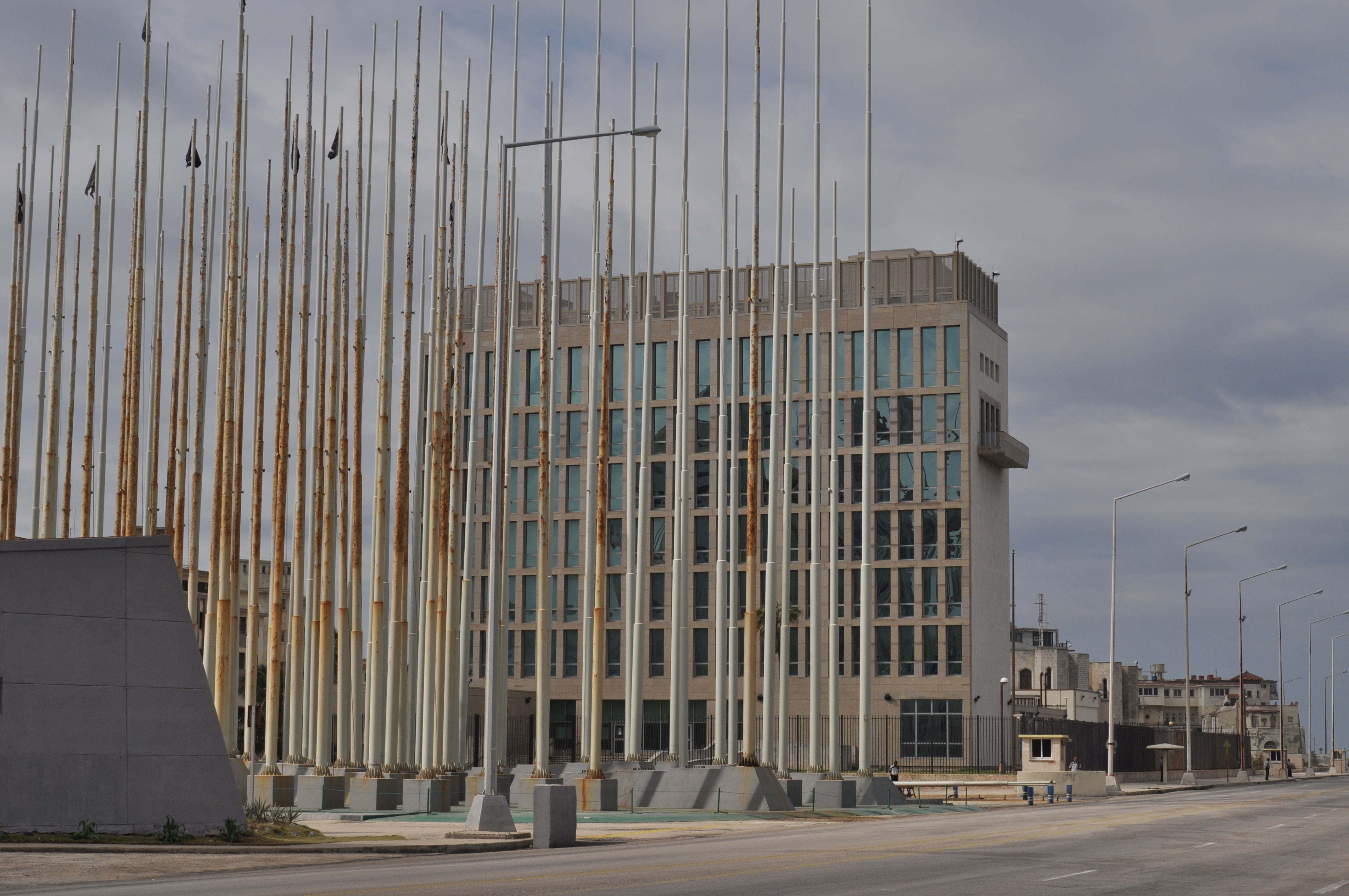
Sitz der US-Botschaft und zwischenzeitlichen Interessenvertretung der USA in Kuba (United States Interests section) in Havannas Stadtteil Vedado.
Die Fahnenmasten wurden von den Kubanern zur Amtszeit von George W. Bush aufgestellt, um mit Hilfe von schwarzen Flaggen eine Laufschrift mit „antikubanischer Propaganda“ an der Spitze des Gebäudes zu verdecken. Barack Obama ließ diesen Ticker 2009 abschalten; im Gegenzug entfernten die Kubaner die Flaggen.

#### Erste Amtszeit
Die ersten Monate der Präsidentschaft von Barack Obama waren von vorsichtigen Annäherungen zwischen beiden Staaten gekennzeichnet. Das Embargo seitens der USA wurde gelockert.
Zuerst wurden Reisen von Exilkubanern nach Kuba erleichtert, kurze Zeit später wurden die Beschränkungen für Reisen und Geldüberweisungen von Exilkubanern nach Kuba vollständig aufgehoben. Außerdem dürfen US-Telekommunikationsunternehmen Kubanern, ausgenommen höheren Parteifunktionären, nun Internet- und Mobilfunkdienste anbieten. Dies schließt auch Verbindungen mit Glasfaserkabeln oder Bereitstellung von Satellitenkanälen zwischen den USA und Kuba ein. Nach Angaben der US-Regierung soll dies jegliche äußere Beschränkung der freien Meinungsäußerung für Kubaner aufheben. Die kubanische Regierung unter Raúl Castro erklärte sich zu einem Dialog „auf Augenhöhe“ bereit.
Außerdem sind die USA zu einer Neuauflage der 2003 von der Vorgängerregierung unter George W. Bush ausgesetzten Gespräche über eine „geordnete Migration“ von Kubanern in die Vereinigten Staaten bereit. Dies soll mit dazu beitragen, die in den letzten Jahren weiter gestiegene Zahl illegaler Einwanderer aus Kuba einzudämmen.
Eine vollständige oder teilweise Aufhebung des Handelsembargos war 2009 im Kongress heftig umstritten, auch unter den Abgeordneten kubanischer Abstammung. Kubas sozialistische Regierung könnten diese Annäherungen vor neue Herausforderungen stellen, da es ohne das Feindbild USA schwerer werden könnte, den kubanischen Bürgern den Verzicht auf Freiheit und Wohlstand zu erklären.
Im Dezember 2009 wurde der US-amerikanische Entwicklungshelfer Alan Gross in Kuba verhaftet und 2011 wegen Staatsgefährdung zu 15 Jahren Freiheitsstrafe verurteilt. Er hatte unter anderem illegalerweise Satellitentelefone an Mitglieder der dortigen jüdischen Gemeinde verteilt. Diplomatische Bemühungen, Gross wieder frei zu bekommen, hatten Ende 2014 Erfolg.
Der kubanischstämmige US-Amerikaner René González der Miami Five, Teil eines kubanischen Spionagenetzwerks in Miami, wurde an diesem Tag aus der Haft entlassen, musste jedoch, gemäß Auflagen, noch drei Jahre Bewährungszeit in den USA verbringen, bevor ihm eine Ausreise nach Kuba gestattet wurde. Dennoch wurde ihm im März 2012 eine 14-tägige Reise nach Kuba genehmigt, um seinen schwerkranken Bruder zu besuchen. Er erfüllte sämtliche Bewährungsauflagen und kehrte pünktlich in die Vereinigten Staaten zurück. Anfang April 2013 starb sein Vater und René González beantragte eine erneute Reise nach Kuba, um an der Beerdigung seines Vaters teilnehmen zu können. In Kuba angekommen beantragte er, den Rest seiner Bewährungszeit in Kuba verbringen zu dürfen. Im Gegenzug bot er an, seine US-Staatsbürgerschaft aufzugeben. Letztendlich wurde ihm auch dies genehmigt.
Nach der Verhaftung des Alan Gross durch kubanische Sicherheitsbehörden schickte die US-Entwicklungsbehörde USAID im Dezember 2009 Jugendliche aus Venezuela, Costa Rica und Peru in geheimen Missionen nach Kuba, um dort eine Jugendopposition aufzubauen und Aufstände anzuzetteln.
2010 wurde der von USAID finanzierte Kurznachrichtendienst auf SMS-Basis ZunZuneo für kubanische Nutzer von Mobiltelefonen installiert. Der Service wurde vorgeblich als kommerzielles Unternehmen aufgebaut, diente jedoch Zwecken der Propaganda und der Datengewinnung über die Nutzer. Er wurde Mitte 2012 wieder eingestellt.
Im Januar 2011 wurde die Reisereglementierung für US-Amerikaner gelockert. Studenten, Künstler und Kirchengruppen können nun einfacher nach Kuba reisen. Charterflüge nach Kuba sind in Zukunft von jedem internationalen Flughafen der USA möglich. Bisher hatten nur die Flughäfen in Miami, Los Angeles und New York eine entsprechende Ausnahmegenehmigung. Des Weiteren ist es jedem US-Amerikaner in Zukunft erlaubt, bis zu 500 Dollar pro Quartal nach Kuba zu schicken. Die Empfänger dürften aber nicht der Regierung bzw. der Kommunistischen Partei angehören.

#### Zweite Amtszeit, diplomatische Annäherung und Besuch Obamas in Kuba
Im Jahr 2013 bestand erstmals seit Jahren die ernsthafte Chance, Kuba von der Liste der Staatlichen Sponsoren des Terrors zu streichen, in der das Land seit 1982 geführt wird. In der Vergangenheit wurden Terrororganisationen wie die FARC oder ETA sowohl finanziell und materiell unterstützt sowie deren Angehörigen Schutz vor Verfolgung gegeben, indem sie in Kuba Unterschlupf fanden, doch findet Derartiges seit den 1990er-Jahren kaum noch bis gar nicht mehr statt, auch weil Kuba das Geld dafür fehlt. Stattdessen werden beispielsweise seit 2012 Friedensverhandlungen zwischen der kolumbianischen Regierung und den FARC-Guerillas auf kubanischem Boden organisiert. Es gab keine Hinweise, dass Kuba im Jahr 2013 noch aktiv terroristische Organisationen unterstützte. Entsprechend gab es Forderungen aus verschiedensten Bereichen der Politik, Kuba von der Liste der Terrorismus-Unterstützer zu streichen, schon um die Glaubwürdigkeit der mit der Liste verbundenen politischen Forderungen zu wahren. Nordkorea etwa wurde 2008 aus der Liste gestrichen und Pakistan, wo der von den USA meistgesuchte Terrorist Osama bin Laden Unterschlupf fand, steht nicht darauf. Konservative kubanoamerikanische Politiker wie Ileana Ros-Lehtinen und Lincoln Diaz-Balart warben jedoch stark gegen eine Streichung Kubas von der Liste. Zwar räumen auch sie ein, dass Kuba aktiv wohl keine Terroristen unterstützt. Jedoch biete das Land weiterhin Unterschlupf für gesuchte Terroristen. Quasi gleichzeitig mit der Erklärung der US-Regierung, dass Kuba nicht von der Liste der Staatssponsoren des Terrors gestrichen werde, setzte das FBI die verurteilte Polizistenmörderin Joanne Chesimard alias Assata Shakur auf die Liste der meistgesuchten Terroristen. Angeblich wird vermutet, dass Chesimard, die seit 1984 in Kuba politisches Asyl genießt, Kontakte zum Terrorismus habe.
Am 17. Dezember 2014 kündigten die Präsidenten der USA und Kuba nach 18 Monaten Geheimverhandlungen in einer gleichzeitigen Fernsehansprache an, die bilateralen Beziehungen auf eine neue Ebene stellen zu wollen. So sollen die diplomatischen Beziehungen wieder aufgenommen werden. Es wurden zahlreiche Handelserleichterungen vereinbart. Zudem gab es einen Gefangenenaustausch, bei dem der USAID-Mitarbeiter Alan Gross sowie ein weiterer seit langer Zeit in kubanischer Haft sitzender US-Geheimagent gegen die drei verbliebenen Miami Five frei kamen und in ihre Heimatländer zurückkehren konnten. Außerdem solle Kuba von der Liste Terror unterstützender Staaten gestrichen werden. Dies wäre mit der Aufhebung weiterer Sanktionen, besonders im monetären Bereich, verbunden. Der Politikwissenschaftler Bert Hoffmann hält dies für „eine historische Annäherung“. Laut Kardinal Ortega wurde das Datum 17. Dezember gewählt, weil es der Geburtstag von Papst Franziskus ist. Der Vatikan mit dem Papst war einer der wesentlichen Vermittler in diesem Konflikt. Nachdem die kubanische Regierung Anfang Januar 2015 wie vereinbart 53 politische Gefangene frei ließ, setzte Barack Obama am 16. Januar in seiner Kompetenz liegende Embargoerleichterungen in Kraft. Dies bedeutet Reiseerleichterungen für US-Bürger, Erhöhung von Geldüberweisungen nach Kuba, Erleichterungen im Bankverkehr sowie einige Handelserleichterungen. Laut Finanzminister Jack Lew verfolgt die US-Regierung damit das Ziel, die gescheiterte Embargo-Politik durch eine „Politik des Austausches und des Handels“ zu ersetzen. Frei nach Albert Einstein sei es nicht rational, „immer wieder das Gleiche zu tun und andere Ergebnisse zu erwarten.“

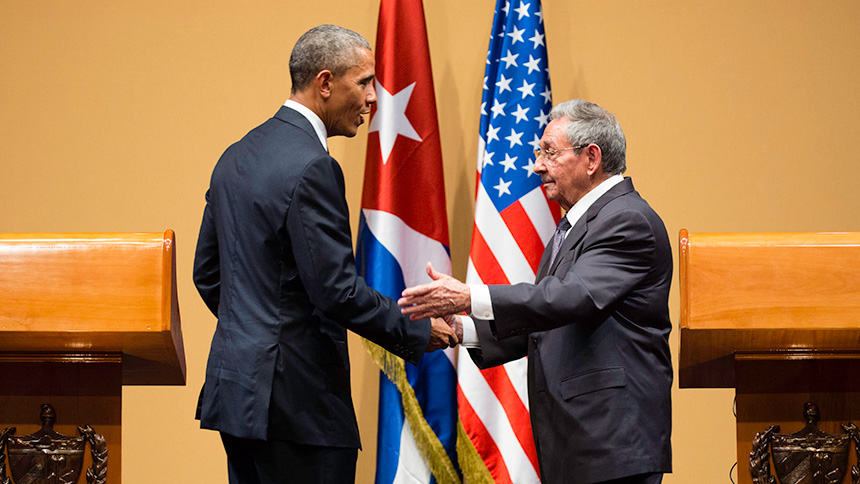
Barack Obama und Raul Castro bei der gemeinsamen Pressekonferenz 2016 in Havanna

Auf dem Amerika-Gipfel in Panama am 11. April 2015 kam es zu einem von den Kommentatoren als „historisch“ bezeichneten Handschlag zwischen Präsident Obama und Raúl Castro sowie später zum ersten persönlichen Gespräch zwischen den Präsidenten beider Länder seit fast 60 Jahren. Am 14. April 2015 kündigte Obama die Streichung Kubas nach 33 Jahren von der Liste der Terrorismus unterstützenden Staaten an. Die Republikaner, welche im Kongress zu jener Zeit die Mehrheit stellten, kündigten an, keine Maßnahmen gegen Kubas Streichung von der Terrorismus-Liste ergreifen zu wollen, sodass die Streichung nach 45 Tagen am 29. Mai durch Außenminister John Kerry in Kraft gesetzt wurde. Ende Juni 2015 einigten sich beide Staaten auf die Wiederaufnahme offizieller diplomatischer Beziehungen und die Wiedereröffnung von Botschaften. Die Botschaft der Vereinigten Staaten in Havanna wurde am 14. August 2015 offiziell wieder eröffnet. Seit dem 17. September hat Kuba mit dem bisherigen Leiter der kubanischen Interessenvertretung wieder offiziell einen Botschafter.
Am 16. März 2016 wurden per Präsidentenerlass weitere Embargoerleichterungen wirksam. So wurden Reisen nach Kuba weiter erleichtert, dem kubanischen Staat und seinen Bürgern Zugang zum US-Bankensystem gestattet. US-Banken dürfen nun Transaktionen in US-Dollar im Zusammenhang mit Kuba ausführen und kubanische Bürger mit Wohnsitz in Kuba dürfen Bankkonten eröffnen und in den USA Gehalt empfangen. Außerdem wurde an diesem Tag der direkte Postverkehr zwischen beiden Staaten wieder aufgenommen. Die US-Telekommunikationsanbieter Sprint und Verizon konnten bis zu diesem Zeitpunkt schon Roaming-Verträge mit Kubas staatlichen Telekommunikationsunternehmen ETECSA abschließen. Jedoch funktionierten die Ankündigungen bezüglich Bankkonten und -transanktionen auch zwei Monate später nicht im Geringsten. Den Geldinstituten, denen bis in die jüngste Vergangenheit selbst für geringfügige und fahrlässige Vergehen gegen die Embargobestimmungen auferlegt wurden, sind die neuen Bestimmungen rechtlich viel zu unsicher für ein einigermaßen profitables Geschäft, und so lehnen sie in der Regel weiterhin jegliche Geschäfte mit Kuba-Bezug ab.
Vom 20. bis 22. März 2016 besuchte Barack Obama Kuba, um mit Raúl Castro über eine weitere Vertiefung des Annäherungsprozesses zu sprechen. Er war das erste US-amerikanische Staatsoberhaupt in dem Land seit Calvin Coolidge im Jahr 1928. Zwar hielt sich auch Jimmy Carter schon in Kuba auf, nicht jedoch während seiner Amtszeit als US-Präsident.
Als einer seiner letzten Amtshandlungen als Präsident beendete Obama am 12. Januar 2017 die sogenannte „Wet foot, dry foot“ policy. Mit dieser Regelung erhielten Kubaner, die es „trockenen Fußes“, also ohne zuvor von der US-Küstenwache aufgegriffen zu werden, auf US-Festland schafften, einen privilegierten Immigrationsstatus. Diese war sowohl von der kubanischen Regierung als auch zuletzt von kubanoamerikanischen Politikern heftig kritisiert worden. Auch das 2006 von George W. Bush eingeführte Programm zur Abwerbung von in Auslandsmissionen tätigen medizinischen Fachkräften wurde gestoppt.

### Präsidentschaft von Donald Trump
Unter der ersten Präsidentschaft von Donald Trump kam es zu einer erneuten Eiszeit in den bilateralen Beziehungen. Aus Washington war feindselige Rhetorik zu hören mit Reminiszenzen an die Zeit des Kalten Kriegs. Ab Herbst 2018 wurden die Sanktionen gegen Havanna wieder verschärft und im Frühling 2019 drohte Trump mit einem vollständigen Handelsembargo, sollte Kuba nicht seine Unterstützung des Maduro-Regimes in Venezuela beenden. Zum Ende seiner Präsidentschaft, im Januar 2021, setzte Trump Kuba wieder auf die Liste der Terrorismus unterstützenden Staaten.
Im Jahr 2017 erkrankten zahlreiche Diplomaten, vor allem aus den USA, aber auch aus Kanada. Sie litten an eher unspezifischen Symptomen wie Kopfschmerzen und Übelkeit. Später benannte man dies als Havanna-Syndrom. Die USA vermuteten einen Angriff mit neuartigen Schall- oder Mikrowellen-Waffen. Als Reaktion darauf reduzierte man das Botschaftspersonal auf ein absolutes Minimum. Konsularische Dienstleistungen wurden vor Ort komplett eingestellt und nach Guayana verlegt.

### Präsidentschaft von Joe Biden
Joe Biden wurde am 20. Januar 2021 Präsident der Vereinigten Staaten. Als Reaktion auf erstmals seit Jahrzehnten stattgefundene Massenproteste mit anschließenden Verhaftungen und „Schauprozessen“ auf Kuba verhängte Biden im Juli 2021 Sanktionen gegen dortige Regierungsvertreter. Betroffen waren nach Angaben des Weißen Hauses der amtierende Minister der Streitkräfte und die Abteilung des kubanischen Innenministeriums. Diese hätten die Niederschlagung der Proteste vorangetrieben. „Das kubanische Volk hat das gleiche Recht auf freie Meinungsäußerung und friedliche Versammlung wie alle Menschen“, hieß es in einer Mitteilung des US-Präsidenten Joe Biden. Die Vereinigten Staaten stünden an der Seite der „mutigen Kubaner“. „Dies ist nur der Anfang – die Vereinigten Staaten werden weiterhin Personen bestrafen, die für die Unterdrückung des kubanischen Volkes verantwortlich sind.“
Um illegale Fluchtrouten, die in den 2020er Jahren vor allem via Nicaragua über die US-Grenze zu Mexiko führten, zu entlasten, wurde im Jahr 2023 ein Bürgschaftsprogramm eingeführt, wonach in den USA ansässige Personen für, unter anderen, Kubaner bürgen können und ihnen so die legale Einreise ermöglichen. Die Gesamtzahl ist allerdings auf 30.000 Personen pro Jahr beschränkt, was bei weitem nicht dem Migrationsdruck allein aus Kuba entspricht. So zählten die US-Immigrationsbehörden zwischen Oktober 2021 und April 2024 fast 740.000 Einwanderer aus Kuba.
Im Mai 2024 strich die Biden-Administration Kuba von der Liste jener Länder, die nicht beim Kampf gegen den Terror kooperieren. Dies könnte eine Vorstufe dafür sein, dass Kuba auch von der eigentlichen Liste der State Sponsors of Terrorism gestrichen wird. Ende Mai 2024 traten Embargo-Erleichterungen im Banken-Sektor für kleine und mittlere Unternehmen mit bis zu 100 Mitarbeitern in Kraft, um das Privat-Unternehmertum zu fördern. Diese dürfen nun in den USA Online-Konten eröffnen. Des Weiteren dürfen sie nun legal Internet-Cloud-Dienste nutzen. Diese Dienste waren bisher für kubanische IP-Adressen gesperrt und konnten nur mit Hilfe von VPN genutzt werden. Aus der Hardliner-Fraktion der Republikanischen Partei hagelte es dafür heftige Kritik. Ihrer Meinung nach stärke das lediglich das Regime, welches nichts dafür getan hätte, was diese Erleichterungen rechtfertigen würde. Im Gegenteil: Die Repression habe sich intensiviert.
Am 14. Januar 2025, nur wenige Tage vor Ende von Bidens Amtszeit und Beginn der zweiten Amtszeit Donald Trumps kündigte die US-Regierung an, Kuba wieder von der Liste der Terrorismus unterstützenden Staaten zu streichen. Er macht damit die Entscheidung aus den letzten Tagen von Trumps letzter Amtszeit wieder rückgängig. Zudem solle Titel III des Helms-Burton Acts, der die exterritoriale Anwendung des Embargos regelt, wieder außer Kraft gesetzt werden und Erleichterungen im Finanzmarkt gewährt werden. Im Gegenzug sollten 553 politische Gefangene in Kuba freikommen. Die Vereinbarung kam unter Vermittlung des Vatikans zustande. Seitens exilkubanischer Aktivisten wurde die Entscheidung als „Verrat“ und „Schande“ bezeichnet. Donald Trump machte die Entscheidung gleich am ersten Tag seiner zweiten Amtszeit wieder rückgängig.

## Das Embargo
Wie bereits erwähnt, wurde das US-Embargo gegen Kuba am 7. Februar 1962 verhängt. Es bezieht sich auf wirtschaftliche und finanzielle Belange. Weitere Verschärfungen wurden 1992 mit dem Torricelli Act (offiziell: Cuban Democracy Act) und 1996 mit dem Helms-Burton Act (offiziell: Cuban Liberty and Democratic Solidarity (Libertad) Act of 1996) eingeführt. Ursprünglich hatte das Embargo offiziell das Ziel, Castros Unterstützung revolutionärer Bewegungen in Lateinamerika zu unterbinden, die sowjetische Militärpräsenz auf Kuba zu verhindern, den Rückzug kubanischer Truppen aus Afrika zu erzwingen und die Situation der Menschenrechte in Kuba zu verbessern. Nach dem Zusammenbruch der Sowjetunion waren drei der vier Bedingungen zur Beendigung der Blockade erfüllt, lediglich die Situation der Menschenrechte war unbefriedigend. Tatsächlich waren die primären Ziele des Embargos jedoch der Sturz der Castro-Regierung durch wirtschaftliches Aushungern, die Umkehr in zentralen Bereichen der kubanischen Innenpolitik, die Rückgabe des Eigentums amerikanischer Unternehmen und Bürger und der Bruch des sowjetisch-kubanischen Bündnisses.
Durch die bereits erwähnten Vorgänge während der Präsidentschaftswahl 1992 wurde der Torricelli Act eingeführt, und mit ihm das bestehende Embargo deutlich verschärft. Außerdem wurden neue Ziele festgelegt, welche erreicht werden müssten, um das Embargo auszusetzen. Im Dokument wird dem kubanischen Präsidenten vorgeworfen: “The government of Fidel Castro has demonstrated consistent disregard for internationally accepted standards of human rights and for democratic values.” (deutsch: „Die Regierung von Fidel Castro hat beständig die Nichtbeachtung international anerkannter Menschenrechtsstandards bewiesen.“) Des Weiteren wird der kubanischen Regierung vorgeworfen:
“The Castro government maintains a military-dominated economy that has decreased the well-being of the Cuban people in order to enable the government to engage in military interventions and subversive activities throughout the world and, especially, in the Western Hemisphere.” (deutsch: „Die Castro-Regierung unterhält eine vom Militär beherrschte Wirtschaft, die das Wohlergehen der kubanischen Menschen verringert hat, um der Regierung zu ermöglichen, weltweit und besonders auf der westlichen Halbkugel, militärisch einzugreifen und sich umstürzlerisch zu betätigen.“)
Die Ziele des Cuban Democracy Act wurden u. a. als folgende beschrieben: Die Förderung eines friedlichen Übergangs in eine Demokratie, die Unterbindung jedweder Hilfen ehemaliger Ostblockstaaten an Kuba und die Förderung der Menschenrechte auf der Insel. Für den Fall, dass diese Ziele erfüllt würden, bzw. Verbesserungen absehbar wären, hält das Dokument fest: “It should be the policy of the United States to be prepared to reduce the sanctions in carefully calibrated ways in response to positive developments in Cuba” (deutsch: „Die Politik der Vereinigten Staaten sollte darauf vorbereitet sein, als Antwort auf positive Entwicklungen in Kuba, die Strafmaßnahmen in vorsichtig abgewogenen Schritten zu verringern.“)( ibid: 2) Die Verbündeten der USA und darunter insbesondere Europa wurden bei der Umsetzung der Sanktionen in die Pflicht genommen:
“The United States cooperated with its European and other allies to assist the difficult transitions from Communist regimes in Eastern Europe. Therefore, it is appropriate for those allies to cooperate with United States policy to promote a peaceful transition in Cuba.” (deutsch: „Die Vereinigten Staaten haben mit ihren europäischen und anderen Verbündeten zusammengearbeitet, um die schwierigen Übergänge kommunistischer Regierungen in Osteuropa zu unterstützen. Deshalb ist es angebracht, dass diese Verbündeten mit der Politik der Vereinigten Staaten kooperieren, um einen friedlichen Wechsel in Kuba zu befördern.“)

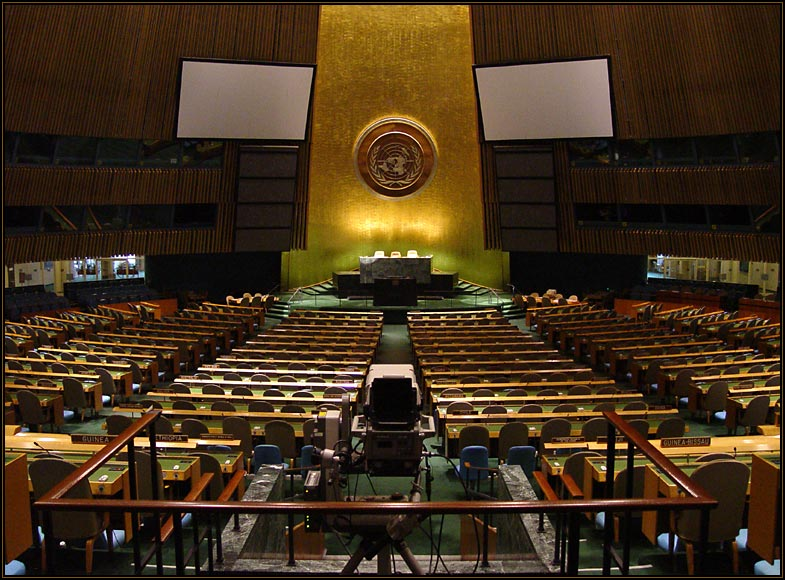
Tagungssaal der Generalversammlung

Europa und Kanada protestierten daraufhin gegen das Dokument, da sie in ihm eine unzulässige Einmischung in ihre Außenhandelspolitik sahen. Trotz des Protestes wurde der Torricelli Act in dieser Form umgesetzt. Nach dieser Verschärfung sah sich die amerikanische Regierung einem weiter anschwellenden internationalen Protest ausgesetzt. In Kanada wurden Geldstrafen gegen Unternehmen angedroht, die sich an das Handelsverbot für US-Tochterunternehmen hielten, die Europäische Union mahnte, dass dieser Zusatz einen schwerwiegenden Einfluss auf die transatlantischen Beziehungen haben könne und die UN verabschiedeten eine Resolution mit dem Titel “The Need to Terminate the U.S. Economic, Trade and Financial Blockade Against Cuba.” (deutsch: „Die Notwendigkeit der Beendigung der Wirtschafts-, Handels- und Finanzblockade der Vereinigten Staaten gegen Kuba.“) Die Resolution rief dazu auf, Gesetze, welche das Embargo gegen Kuba verschärfen, zu verhindern und forderte eine baldige Abschaffung der Blockade. Neben den Vereinigten Staaten stimmten lediglich Israel und Rumänien gegen die Resolution. Das Werk kam seitdem jährlich zur Abstimmung und wurde jedes Mal mit ähnlich eindeutigen Stimmverhältnissen bekräftigt (Stand 2007).
Bei den Zwischenwahlen 1994 konnten die Republikaner die Mehrheit in beiden Häusern des Kongresses für sich gewinnen, was zu einer erneuten Änderung des Embargos führte. Die von ihren Namensgebern Jesse Helms und Dan Burton im Senat bzw. Repräsentantenhaus vorgelegte Helms-Burton bill sah unter anderen folgende Verschärfungen vor:
- Zuckerimporte in die USA aus Ländern, welche Zucker aus Kuba importieren, werden abgeschafft.
- Amerikanische Repräsentanten in der Weltbank oder dem Internationalen Währungsfonds und diversen anderen Organisationen werden verpflichtet, gegen eine Mitgliedschaft Kubas in diesen Organisationen zu stimmen. Außerdem werden amerikanische Beitragszahlungen um denselben Betrag gekürzt, der von diesen Organisationen an Kuba gezahlt wird.
- US-Bürgern, denen durch die Verstaatlichung ihres Besitzes durch die kubanische Regierung Verluste entstanden sind, haben das Recht jede Person oder jedes Unternehmen, welches in diesen Besitz investiert hat, auf Schadensersatz zu verklagen.
- Jedem Bürger eines Drittstaates, der sich an Geschäften mit verstaatlichten Gütern und Unternehmen in Kuba beteiligt hat, wird die Einreise in die USA verwehrt.
- Hilfszahlungen an ehemalige Ostblock-Staaten werden um denselben Betrag gekürzt, den diese an militärischer Unterstützung für Kuba leisten.[95]

Der Präsident kündigte daraufhin sein Veto an, falls das Dokument im Kongress Zustimmung finden sollte. Er argumentierte, dass die Bestimmungen des Torricelli Acts ausreichend seien: “I support the Cuban Democracy Act, which was passed in 1992 and which we have implemented faithfully. […] I think we should continue to operate under it. I know no reason why we need further action.” Des Weiteren verwies er auf die zu erwartenden diplomatischen Verwicklungen mit Verbündeten, die die erneute Einmischung in deren Wirtschaftspolitik mit sich bringen würde. Außerdem deute er die Inkompatibilität des Gesetzes mit internationalem Recht und Verträgen im Rahmen der WTO an.
Durch den bereits erwähnten Abschuss zweier Zivilflugzeuge durch die kubanische Luftwaffe geriet Clinton unter Zugzwang und unterzeichnete schließlich den leicht modifizierten Helms-Burton Act. Die Modifikationen betrafen in erster Linie die Möglichkeit des Präsidenten, Strafmaßnahmen gegen Drittländer auszusetzen und, wenn es im „nationalen Interesse“ liegt, die Bestimmungen des Helms-Burton-Acts für ein halbes Jahr auszusetzen. Von diesem Recht machte Clinton gleich nach der Einführung des Gesetzes Gebrauch, indem er Artikel 3 des Acts für ein halbes Jahr einfror, um die internationale Empörung auf die Zeit nach den Wahlen zu vertagen und um die unentschlossene konservative Wählerschaft nicht zu vergraulen, was er mit einer Ablehnung des Gesetzes getan hätte.
Nachdem die EU eine Klage gegen den Helms-Burton Act vor der WTO androhte, kam es schließlich zu einer Einigung, die der EU unter anderem eine weitere Aussetzung von Artikel 3 zusicherte.
Der frisch ins Amt gewählte US-Präsident Barack Obama hob im April 2009 die Beschränkungen für Reisen und Geldüberweisungen von Exilkubanern nach Kuba auf und erlaubte Telekommunikationsdienstleistungen US-amerikanischer Unternehmen mit und in Kuba. Auch die Möglichkeit zur Anbindung von Glasfaserkabeln war ausdrücklich eingeschlossen. Im Zuge der Normalisierung der gemeinsamen Beziehungen seit dem 17. Dezember 2014 kam es zu weiteren Embargoerleichterungen. So wurden beispielsweise Reisen von US-Amerikanern nach Kuba erleichtert und entbürokratisiert, wenngleich rein touristische Reisen weiterhin verboten bleiben. Die Streichung Kubas von der Liste Terrorismus unterstützender Staaten Ende Mai 2015 wird weitere Erleichterungen bringen.
Kurz vor dem Staatsbesuch Barack Obamas in Kuba, dem ersten Besuch eines US-Staatsoberhaupt seit 1928 in dem Karibikstaat, wurde am 16. März 2016 der Postverkehr zwischen den USA und Kuba wieder aufgenommen. Im September 2016 fand der erste reguläre Linienflug von den USA nach Kuba statt und beendete die Ära, in welcher nur Charterflugzeuge unter Bedingungen die beiden Länder verbinden konnten.
Unter Donald Trump wurden die meisten Erleichterungen aus Obamas Präsidentschaft wieder zurückgenommen und unter Joe Biden, nur teilweise wiederhergestellt. Ab Ende Mai 2024 traten jedoch einige Embargo-Erleichterungen den Banken- und Internet-Sektor betreffend in Kraft.